# كركند الشجر الأسترالي
كركند الشجر الأسترالي أو حشرة عيدان جزيرة لورد هاو (الاسم العلمي:Dryococelus australis) (بالإنجليزية: Tree Lobster or Lord Howe Island stick insect)‏ هو نوع من الحشرات يتبع جنس كركند الشجر من فصيلة الشبحات. وهي حشرة كان قد أعتقد أنها انقرضت عام 1930 إلا أنها اكتشافت مجدداً في 2001. تعرف هذه الظاهرة باسم ظاهرة لازاروس Lazarus effect. انقرضت الحشرة في موطنها الأصلي جزيرة لورد هاو وقد أطلق عليها اسم «أندر حشرة على سطح الأرض» حيث أن العدد المكتشف منها لا يتجاوز 30 حشرة تعيش على أصغر جزيرة في هرم بال Ball's Pyramid.

## التشريح والسلوك
يبلغ طول حشرة عيدان جزيرة لورد هاو حوالي 15 سم ووزنها حوالي 25 غ وتكون الإناث أكبر من الذكور. وبسبب حجمها الكبير أحياناً تدعى باسم جراد البحر الأرضي. تأخذ شكلاً متطاولاً ولها أرجل متينة.
لدى الذكور عادة أفخاذ سمينة، وعلى عكس معظم عائلتها فإن ليس لديها أجنحة، ولكنها قادرة على الجري بسرعة.
إن سلوك هذه الحشرة هو سلوك غريب بالنسبة لجنس الحشرات. حيث أن الذكور والإناث تشكل نوعاً من الرابطة. حيث أن الذكور يتبعون الإناث ويقومون بأفعال تعتمد على ما يقوم به الإناث. أثناء الليل ينام الزوج مع بعضهما بحيث تكون أرجل الذكر الثلاثة ملتفة حول الأنثى.
تضع الإناث بيوضها بينما تكون متعلقة على الأغصان. وتفقيس البيوض قد يمتد حتى تسع أشهر لاحقة. تكون الحوريات أولاً خضراء براقة ونشطة خلال اليوم، ولكن مع تقدمها في البلوغ تصبح سوداء اللون وتميل للنشاط الليلي.

## الاكتشاف والحفظ
كانت هذه الحشرة شائعة جداً على جزيرة لورد هاو، حيث كانت تستخدم كطعم للأسماك. ولكنها انقرضت بعد جلب الجرذان السوداء إلى الجزيرة عام 1918. وكانت آخر حشرة شوهدت على الجزيرة في عام 1920 وبعدها أعتقد أن هذه الحشرة قد انقرضت.
في عام 1960 قام فريق من المتسلقين بزيارة هرم بال على بعد 23 كم جنوب جزيرة لورد هاو، حيث يعتبر هرم بال هو أعلى قمة جبلية معزولة في البحر في العالم وهو بدون أشجار وشديد الانحدار بارتفاع 562 م عن سطح البحر. اكتشف المتسلقون حشرة عيدان ميتة، كما تم اكتشاف عدة حشرات ميتة في السنوات اللاحقة، ولكن فشلت محاولات إيجاد حشرات على قيد الحياة.
في عام 2001 قام فريق من علماء الحشرات وحماة الأجناس بدراسة هرم هال. وكانت المفاجأة أنهم اكتشفوا عدد من حشرات العيدان بتعداد حوالي 20 - 30 حشرة على قيد الحياة.
في 2003 قام فريق أبحاث من حديقة نيوساوث ويلز الوطنية بزيارة إلى هرم بال لجميع زوج تناسلي أحدها تم إرساله إلى حاضنة خاصة في سيدني والآخر إلى حديقة حيوان ملبورن. وبعد صعوبات أولية أجريت عملية تناسل ناجحة. وكان الهدف هو إنتاج عدد كبير من أجل إعادة أعداد إلى جزيرة لورد هاو. في عام 2006 كان العدد هو حوالي 50 حشرة وآلاف البيوض في انتظار تفقيسها.